# Julius Wolff
Julius Wolff (Jules Wolff, Nijmegen, 18 april 1882 - Bergen-Belsen, 8 februari 1945)

was een Nederlands wiskundige, leraar en hoogleraar, die bekend is vanwege zijn werk in de analyse, de Stelling van Denjoy–Wolff, de stelling van Julia-Wolff-Caratheodory en zijn grensversie van het Lemma van Schwarz.
Na zijn eindexamen in 1900 voor de vijfjarige HBS in Nijmegen en een staatsexamen in 1901 studeerde Wolff wis- en natuurkunde aan de Universiteit van Amsterdam. In 1905 studeerde hij cum laude af en in 1908 promoveerde hij bij Korteweg op het proefschrift Dynamen, beschouwd als duale vectoren. Van 1907 tot 1917 gaf hij als leraar wis- en natuurkunde les in het middelbaar onderwijs in Meppel, Middelburg en Amsterdam (het Stedelijk Gymnasium, voorloper van het Barlaeus Gymnasium). In 1916 trad Wolff aan als privaatdocent wiskunde aan de toen nog Gemeenteuniversiteit Amsterdam.
In 1917 werd Wolff aangesteld als hoogleraar in de "differentiaalrekening, de theorie der functiën en de hoogere stelkunde" (algebra) aan de Universiteit van Groningen en in 1922 aan de Universiteit Utrecht. (In Groningen was hij bij zijn sollicitatie de tweede kandidaat, na Harald Bohr, die toch liever in Kopenhagen bleef.) Wolff was tevens statistisch adviseur voor de levensverzekeringsmaatschappij Eigen Hulp (OLVEH, een voorloper van AEGON) met kantoor in Den Haag. Van 1907 tot in 1941 publiceerde Wolff meer dan honderd artikelen en boeken in Nederlands, Frans, Duits en Engels over diverse wiskundige onderwerpen, zoals complexe functietheorie, iteraties, fourieranalyse, conforme afbeeldingen en wiskundedidactiek.
Hij was lid van het Nederlandsch comité van kunstenaars en intellectueelen ter bestrijding van de terreur in Duitschland (deel van een internationaal initiatief vanuit Parijs onder leiding van Albert Einstein) totdat de Nederlandse regering deze organisatie in 1934, uit angst voor de betrekkingen met Nazi-Duitsland, op een zwarte lijst voor rijksambtenaren zette. Wolff protesteerde in 1934 tegen haatzaaien tegen joodse burgers door de nazistische NSNAP in Nijmegen.
Tijdens de Tweede Wereldoorlog werd hij op last van de Duitse bezetter vanwege zijn joodse afkomst op 23 november 1940 ontheven uit zijn functie van hoogleraar en op 21 februari 1941 ontslagen. Op 8 maart 1943 werd Wolff met zijn vrouw Betsie Wolff-Gerson gearresteerd en op 11 maart 1943 in Kamp Westerbork ingeschreven in barak 65. Op 18 mei 1943 werden ze naar de reserveringskampen De Schaffelaar en De Biezen in Barneveld overgeplaatst, maar op 29 september 1943 toch weer naar Westerbork getransporteerd. Op 13 september 1944 werden ze naar het Sternlager van Kamp Bergen-Belsen gedeporteerd, waar Wolff op 8 februari 1945 omkwam, en zoon Ernst en Wolffs echtgenote respectievelijk op 3 en 9 maart 1945 stierven.

## Publicaties
Vele wiskundige artikelen en andere publicaties, onder meer
- Wolff, J. (1926). Sur l’itération des fonctions holomorphes dans une région, et dont les valeurs appartiennent à cette région. C. R. Acad. Sci. 182: 42–43 (Paris).
- Wolff, J. (1926). Sur l’itération des fonctions bornées. Comptes Rendus Acad. Sci. 182: 200–201 (Paris).
- Wolff, J. (1926). Sur une généralisation d’un théorème de Schwarz. Comptes Rendus Acad. Sci. 182: 918–920 (Paris).
- Wolff, J. (1931). Fourier'sche Reihen, mit Aufgaben. P. Noordhoff, Groningen.[11]
- van Aardenne-Ehrenfest, T., J. Wolff (1943-1944). Über die Grenzen der einfachzusammenhängenden Gebiete. Commentarii Mathematici Helvetici 16: 321–323.

## Galerij

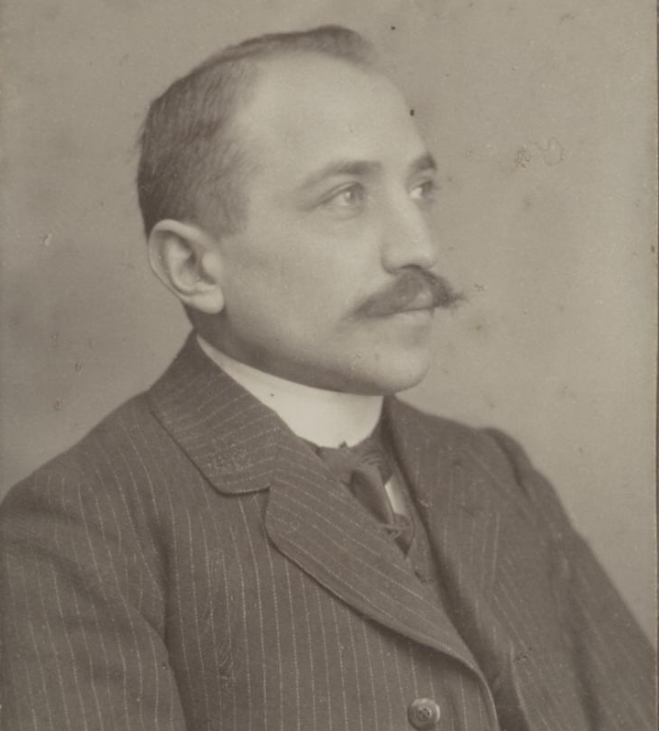
Julius Wolff, leraar wiskunde te Middelburg, 1911
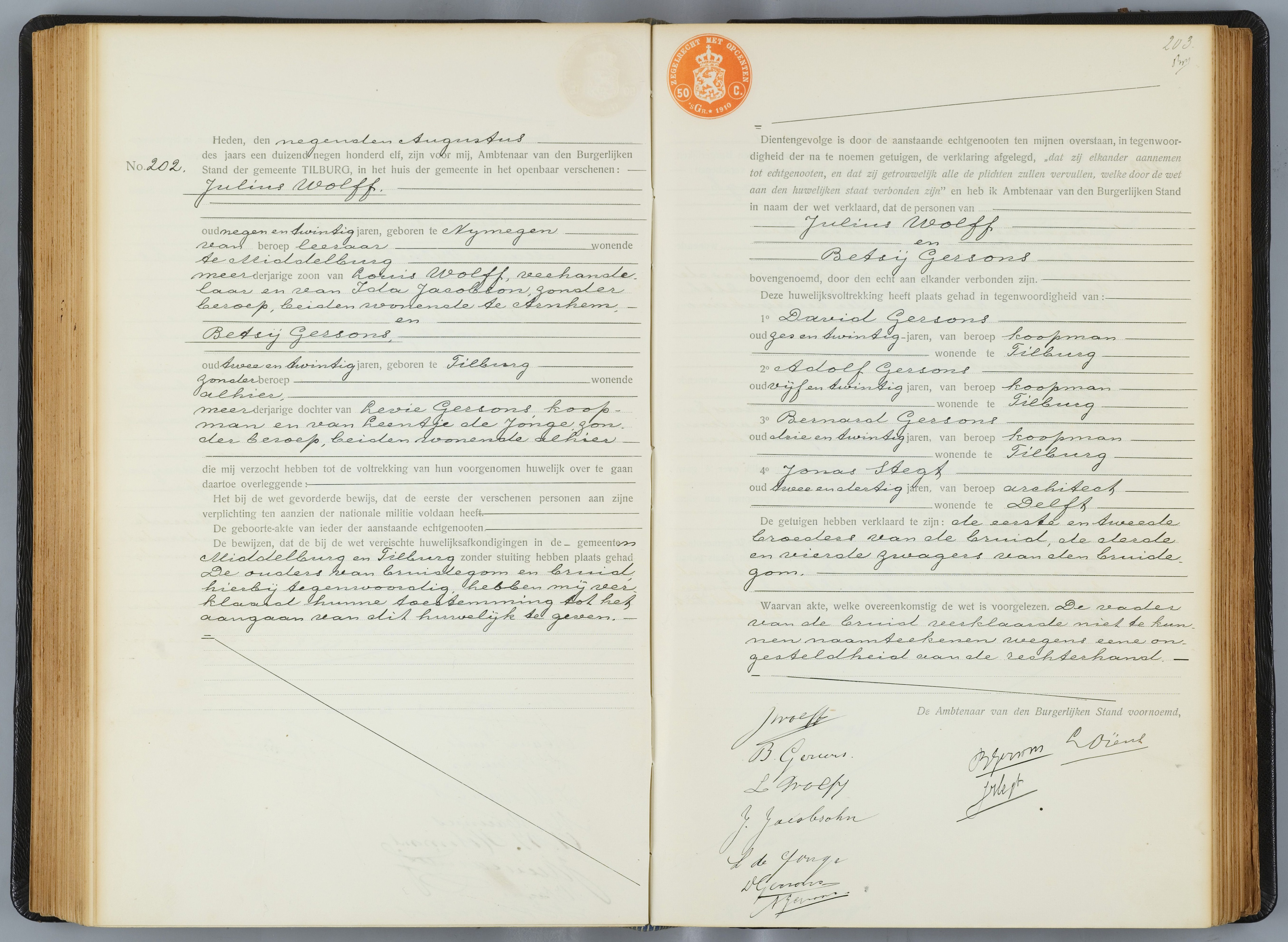
Huwelijksakte van Julius Wolff en Betsij Gersons, Tilburg, 9 augustus 1911
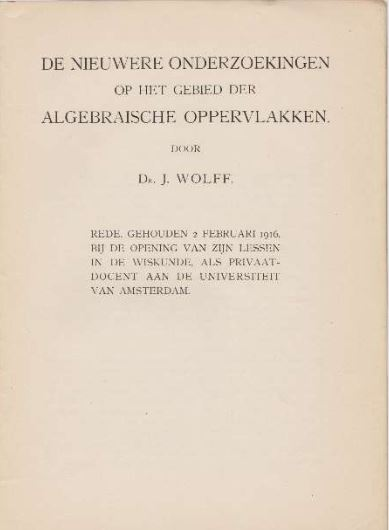
Wolff: De nieuwere onderzoekingen op het gebied der algebraïsche oppervlakken. Rede, Amsterdam 1916
- Wolff: De nieuwere onderzoekingen op het gebied der algebraïsche oppervlakken. Rede, Amsterdam 1916, pdf
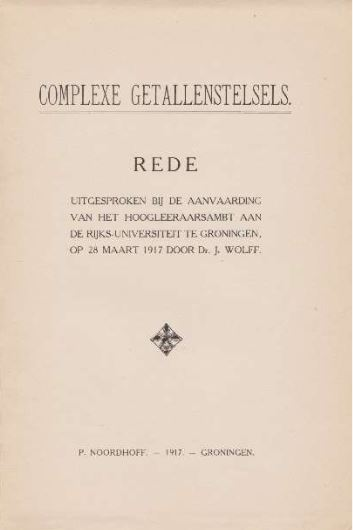
Wolff: Complexe getallenstelsels. Rede, Groningen, 1917
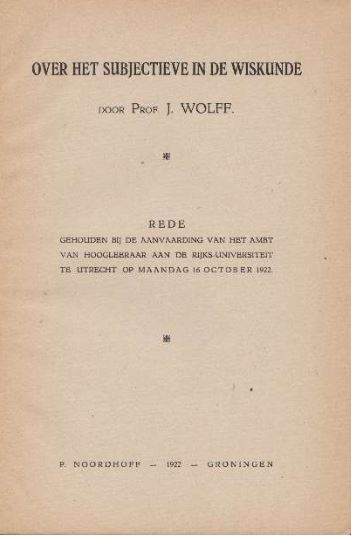
Wolff: Over het subjectieve in de wiskunde. Rede,  Utrecht 1922
- Sur une généralisation d’un théorème de Schwarz, pdf
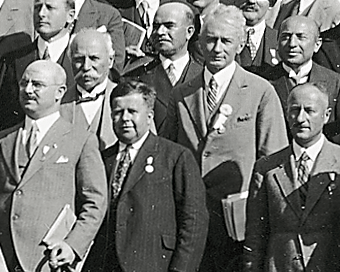
Julius Wolff (bovenste rij rechts) op het International Congress of Mathematicians, Zürich 1932
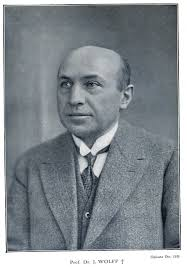
Portret Julius Wolff, datum onbekend
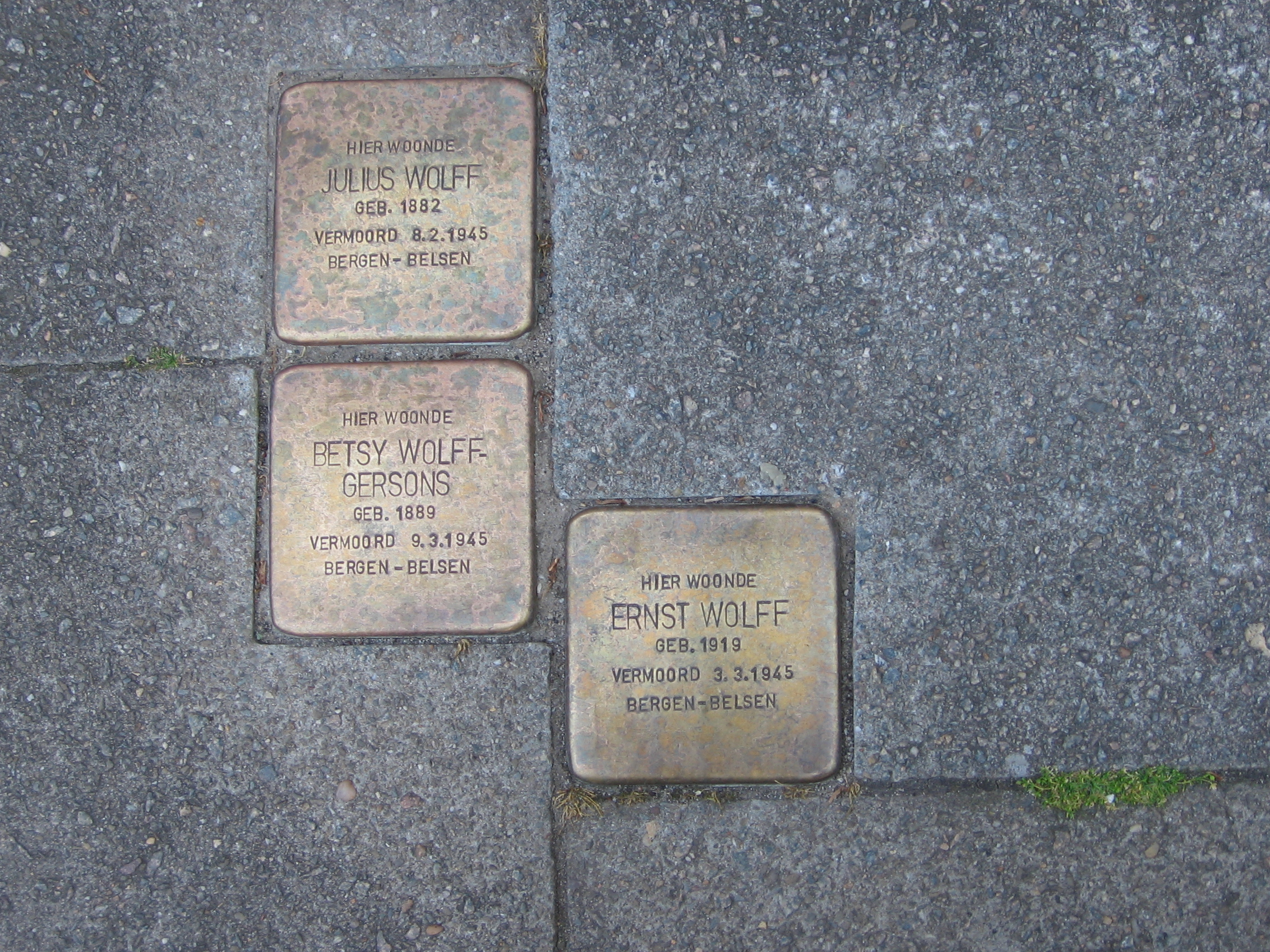
Stolpersteine (messing plaatjes op beton om Joodse slachtoffers van de Holocaust te gedenken) voor het woonhuis van Julius Wolff en zijn gezin, Stadhouderslaan 51, Utrecht, 2019
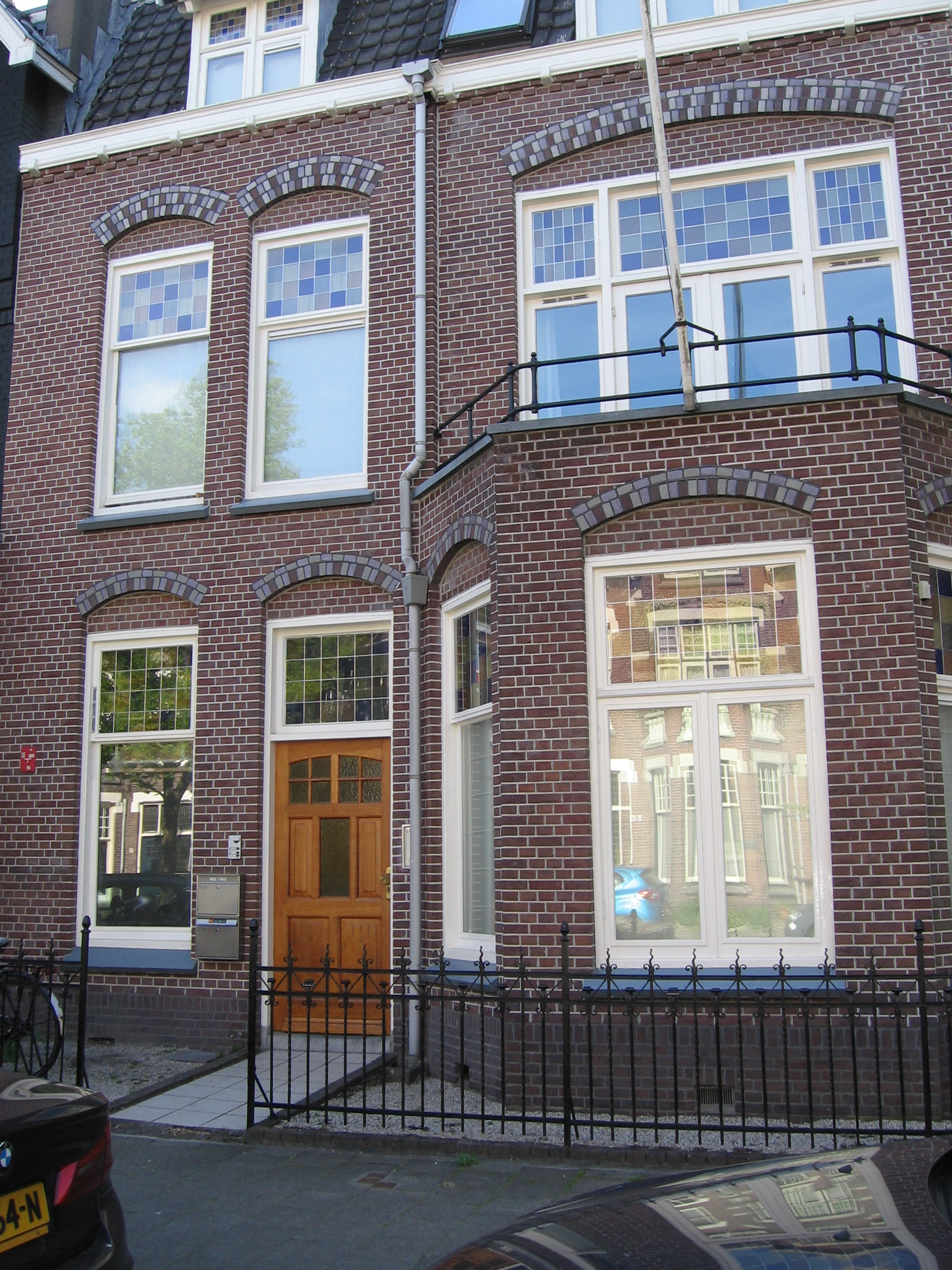
Voormalig woonhuis van Julius Wolff en zijn gezin, Stadhouderslaan 51, Utrecht, 2019.
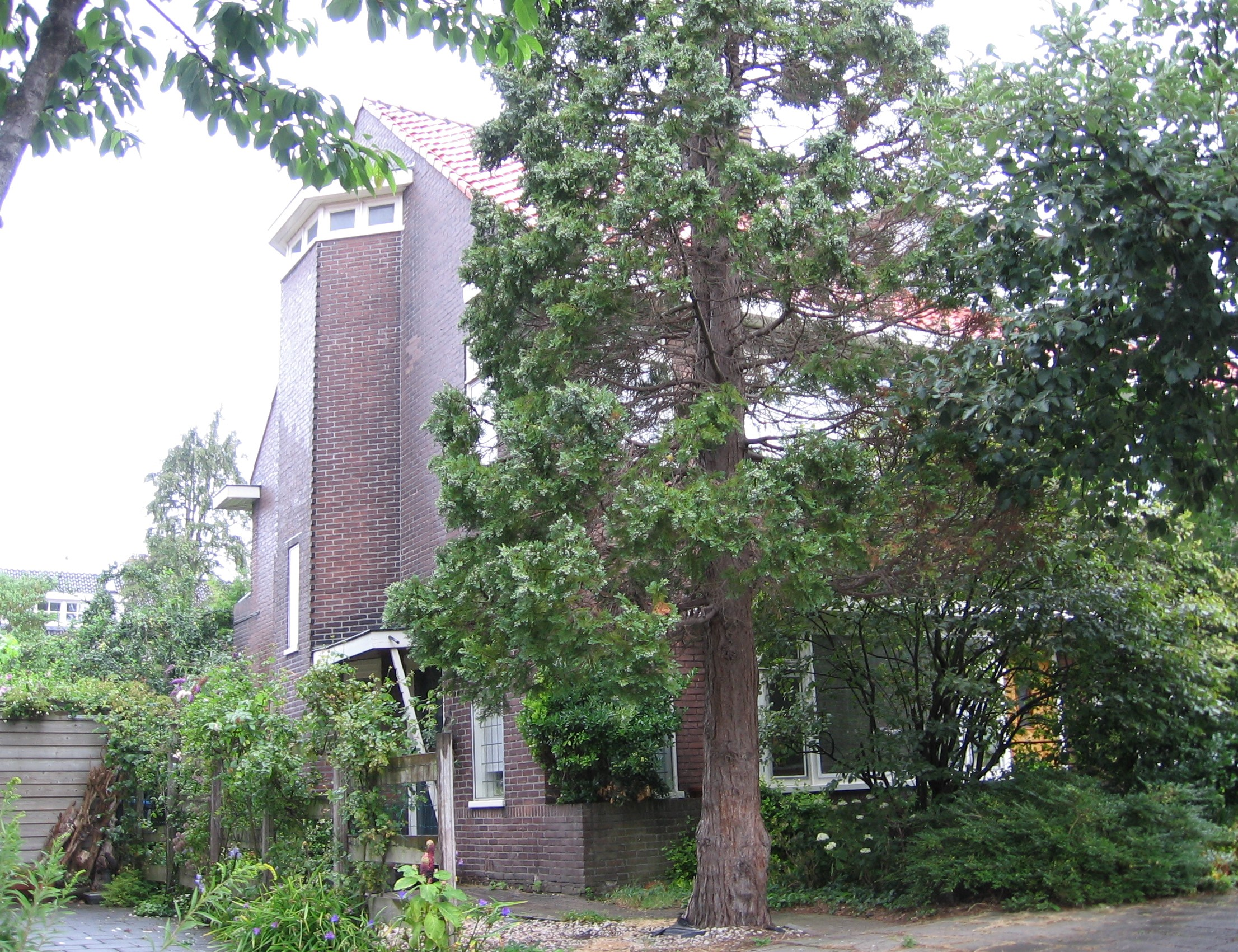
Tijdelijk huis van de familie Wolff in 1942, Prof. Wentlaan 17, Utrecht, 2019
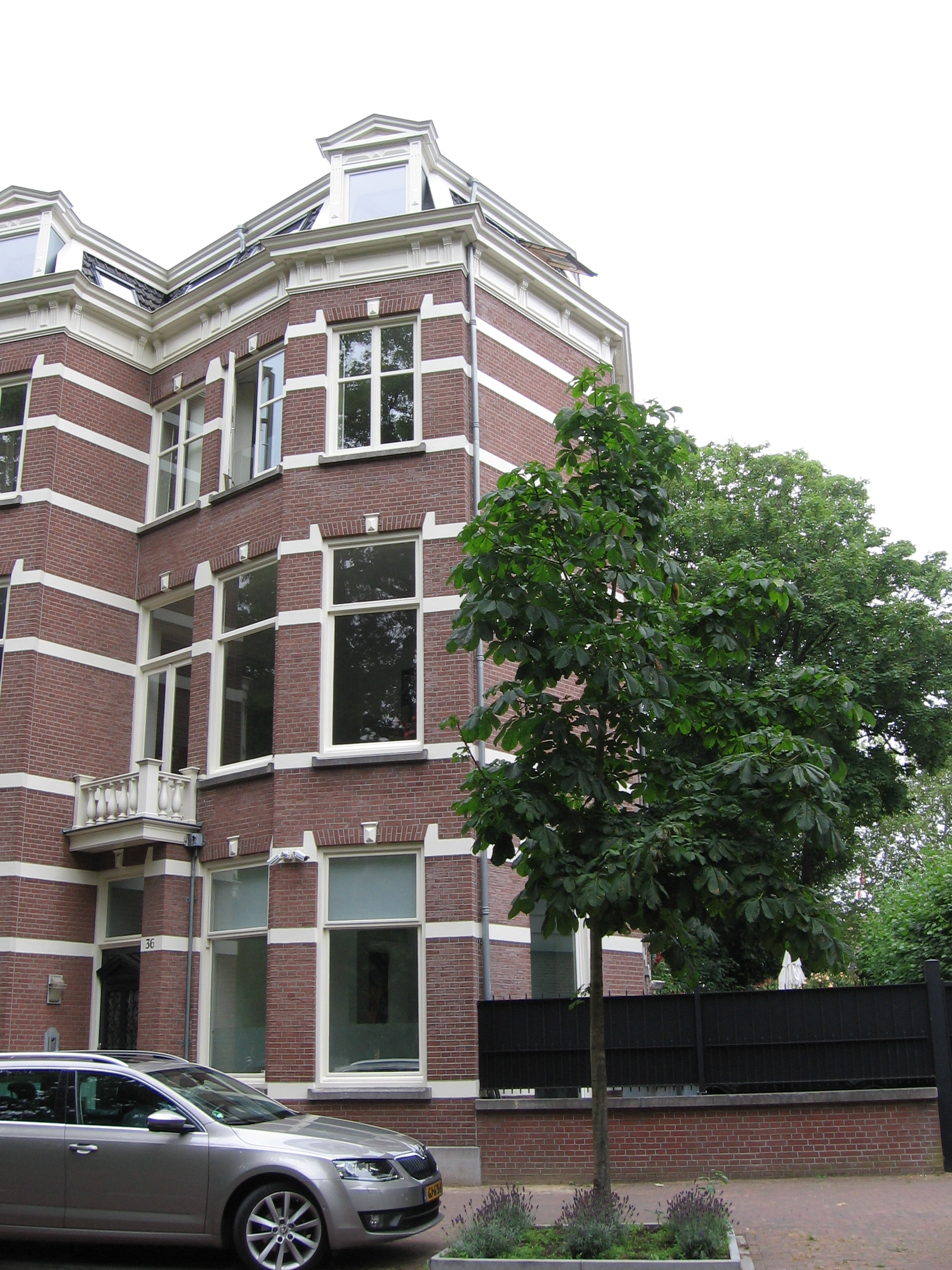
Tijdelijk huis van de familie Wolff in 1942, Maliesingel 36, Utrecht, 2019